# Winter Is Coming
"Winter Is Coming" (Mùa đông đang đến) là tập đầu tiên của loạt phim truyền hình giả tưởng Game of Thrones (Trò chơi vương quyền). Được viết bởi David Benioff và D. B. Weiss, kịch bản tập này theo sát các chương đầu của cuốn A Game of Thrones của George R. R. Martin. Tim Van Patten là đạo diễn tập phim, thực hiện lại phần việc của đạo diễn Thomas McCarthy trong tập phim thử nghiệm không công chiếu.
Như các loạt phim truyền hình khác, tập đầu tiên của Game of Thrones giới thiệu bối cảnh và các nhân vật chính trong phim. Tập này xoay quanh gia tộc Stark và việc lãnh chúa nhà Stark là Eddard Stark vướng vào chuyện chính trường khi nhà vua chọn ông là người nắm giữ vai trò "Cánh tay của Nhà vua" thay cho người tiền nhiệm vừa qua đời. Tập phim nhận được phần lớn phản hồi tích cực, và ngay tập đầu công chiếu đã được 2,2 triệu người theo dõi. Một tuần trước khi tập đầu tiên phát sóng, HBO đưa lên Internet cho khán giả xem trước 15 phút đầu tiên của tập phim.

## Nội dung
Tập phim bắt đầu bằng những diễn biến đan xen diễn ra trên lục địa tưởng tượng mang tên Westeros. Phần lớn câu chuyện diễn ra tại Winterfell, nơi lãnh chúa Eddard Stark (Sean Bean) đang giữ vai trò là Hộ Thần Phương Bắc của vương quốc. Ở ngoài Westeros, bên kia Biển Hẹp là Essos, vùng đất nơi hai thành viên còn sót lại của gia tộc Targaryen đang sống cuộc đời lưu đày.

### Bên kia Bức Tường
Tập phim bắt đầu với ba kị sĩ của Hội Tuần Đêm - Ser Waymar Royce (Rob Ostlere), Will (Bronson Webb) và Gared (Dermot Keaney) - đang đi trinh sát ở phía bên kia Bức Tường – một bức rào chắn cực lớn bằng băng nằm ở phía bắc vương quốc. Sau khi phát hiện những cái xác không toàn vẹn của man di (tộc người sống ở phía bắc Bức Tường), ba kị sĩ giáp mặt đám Bóng Trắng (những sinh vật ma quỷ). Hai trong số ba kị sĩ bị giết bởi đám Bóng Trắng, và người còn lại, Will, trốn thoát được. Quá lo sợ cho tính mạng của mình, Will trốn khỏi Hội Tuần Đêm.

### Ở Vương Đô
Hoàng hậu Cersei Lannister (Lena Headey), và người anh song sinh của bà là Jaime Lannister (Nikolaj Coster-Waldau) đang quan sát thi hài Jon Arryn, Cánh Tay Của Nhà Vua (John Standing) đang được những nữ tu sĩ chăm sóc. Họ nói về việc có hay không chuyện ông đã tiết lộ những thông tin có thể gây nguy hiểm cho họ với ai trước khi ông qua đời. Jaime cam đoan với em gái rằng nếu Arryn có nói chuyện với ai thì người ấy cũng đã bị xử tử rồi.

### Ở phương Bắc
Sau đoạn mở đầu, tập phim giới thiệu gia tộc Stark của thành Winterfell, bao gồm lãnh chúa Eddard "Ned" Stark, vợ ông là phu nhân Catelyn "Cat" Stark (Michelle Fairley) và năm đứa con của ông: người kế vị Robb (Richard Madden), con gái lớn Sansa (Sophie Turner), con gái nhỏ Arya (Maisie Williams), con trai mười tuổi Bran (Isaac Hempstead-Wright) và con trai út, Rickon (Art Parkinson). Ngoài ra Ned còn có đứa con hoang là Jon Snow (Kit Harington) và con tin/đứa con được gia đình Stark bảo trợ là Theon Greyjoy (Alfie Allen). Hai người này, cũng như Robb, đều đang tuổi thanh niên.
Ned được tin rằng một kẻ đào tẩu khỏi Hội Tuần Đêm đã bị bắt giữ. Các thành viên của Hội Tuần Đêm đã thề không bao giờ đào thoát, và cái giá cho việc bội thề là tính mạng của mình. Ned đưa các con trai của ông đến chứng kiến buổi xử tử Will. Will can đảm đón nhận cái chết, thừa nhận mình đã trốn thoát khỏi Bức Tường sau khi bị tấn công, nhưng vẫn một mực khăng khăng anh đã nhìn thấy bọn Bóng Trắng. Ned đưa ra bản án và chém đầu Will. Khi Bran hỏi cha mình về điều người kị sĩ nói về đám Bóng Trắng, Ned cho rằng nó chỉ là những lời của một kẻ loạn trí, và nhắc lại rằng Bóng Trắng đã tuyệt chủng hàng nghìn năm rồi.
Khi quay về, họ phát hiện một con hươu đực đã chết – hươu đực là biểu tượng của gia tộc Baratheon. Đi một lát họ lại gặp một con sói, cũng đã chết, cùng những con sói con còn sống. Khi nhận thấy sói chính là gia huy của nhà Stark và số sói con còn sống cũng đúng bằng số đứa con nhà Stark (kể cả con sói nhỏ bạch tạng dành cho Jon), họ mang chúng về làm bạn đồng hành.
Về đến Winterfell, Catelyn cho chồng bà biết về cái chết của lãnh chúa Arryn, người thầy của Eddard và là anh rể của Catelyn. Một thông điệp khác, do một con quạ mang đến, báo tin rằng nhà vua đang đích thân đến Winterfell. Winterfell đón tiếp hoàng gia, gồm có nhà vua Robert Baratheon (Mark Addy); vợ ngài là hoàng hậu Cersei; ba đứa con của họ gồm có: người kế vị, hoàng tử Joffrey (Jack Gleeson), công chúa Myrcella (Aimee Richardson) và hoàng tử út Tommen (Callum Wharry); cùng với người anh song sinh của Cersei, Jaime Lannister, với vai trò là một thành viên Đội Vệ Vương; và em trai của họ, Tyrion Lannister (Peter Dinklage), một người lùn có biệt danh "Quỷ Lùn". Khi Robert viếng mộ Lyanna Stark, vị hôn thê đã qua đời của ông và là chị của Ned, Robert thú nhận rằng ông không còn tin tưởng những người bên cạnh mình. Ông quyết định nêu danh Ned làm Cánh Tay Của Nhà Vua, và để củng cố liên minh giữa hai nhà, ông đề nghị Ned Stark gả con gái Sansa cho Joffrey con trai ông.
Một đêm, Catelyn nhận được một lá thư từ em gái bà, vợ góa của lãnh chúa Arryn, Lysa Arryn. Lysa ngờ rằng chồng bà bị giết hại bởi gia tộc Lannister quyền lực, họ vợ của nhà vua. Ned mặc dù ban đầu miễn cưỡng chấp nhận vai trò Cánh Tay Của Nhà Vua, đã đồng ý đảm nhận để bảo vệ cố hữu của mình. Bran, đứa trẻ mê leo trèo các bức tường thành Winterfell, leo lên một ngọn tháp bỏ hoang và bắt gặp hoàng hậu Cersei và Jaime đang quan hệ tình dục. Để giữ bí mật mối quan hệ loạn luân này, Jaime xô Bran khỏi cửa sổ cao của ngọn tháp.

### Ở Pentos
Bị lưu đày, hoàng tử Viserys Targaryen (Harry Lloyd) lập mưu nhằm lật đổ vua Robert để tái chiếm ngôi vương của cha mình. Để làm được điều này, ông mai mối gả em gái mình là Daenerys (Emilia Clarke) cho một chiến binh hùng mạnh tên là Khal Drogo (Jason Momoa), lãnh đạo của một bộ lạc du cư người Dothraki.
Daenerys nói cô sợ gã chiến binh man rợ, nhưng anh cô yêu cầu cô cưới ông ta. Trong lễ cưới, Daenerys được tặng hai món quà cưới. Món quà đầu tiên là một bộ sưu tập sách từ khắp Thất Đại Đô Thành, quà tặng của Ser Jorah Mormont (Iain Glen), một hiệp sĩ bị lưu đày, thề tận trung với nhà Targaryen. Món quà thứ hai là chiếc rương chứa ba quả trứng rồng hóa thạch, quà tặng của Magister Illyrio Mopatis (Roger Allam), người đàn ông giúp sắp đặt cho đám cưới.

## Sản xuất

### Lên ý tưởng và phát triển
Nhiều xưởng phim Hollywood đã liên lạc với George R.R. Martin để bàn về việc chuyển thể bộ sách A Song of Ice and Fire của ông thành phim điện ảnh, nhưng Martin bày tỏ rằng không thể chuyển tải trọn vẹn bộ sách này thành phim, bởi như thế thì sẽ phải cắt bỏ rất nhiều nội dung, thay vào đó ông cho rằng bộ sách này có thể được dựng thành phim truyền hình. Tháng 1 năm 2006, David Benioff thảo luận với đại lý phát hành sách của Martin về những quyển sách ông có thể chuyển thể, và người này gửi cho David Benioff bốn quyển đầu trong bộ A Song of Fire and Ice. Sau khi đọc vài trăm trang đầu tiên của quyển thứ nhất, A Game of Thrones, Benioff gọi D. B. Weiss và nói: "Chắc tớ điên rồi, nhưng mà 20 năm trở lại đây tớ mới thấy hứng thú thế này khi đọc sách. Cậu xem thử đi, tớ nghĩ nó sẽ là một bộ phim truyền hình ăn khách đấy". Weiss đọc quyển thứ nhất chỉ trong hai ngày, và cũng vô cùng hăng hái với ý tưởng một dự án phim truyền hình dựa trên bộ sách. Họ sắp xếp cuộc gặp với George R.R. Martin. Ở đó nhà văn hỏi liệu họ có biết người mẹ thực sự của Jon Snow là ai hay không, và đã rất thỏa mãn với câu trả lời nhận được.
Tháng 3 năm 2006, vài tuần sau cuộc gặp với Martin, Benioff và Weiss đặt hàng với kênh Showtime và Carolyn Strauss của HBO; Carolyn chấp thuận đề nghị của họ. HBO đạt được quyền chuyển thể bộ tiểu thuyết thành phim truyền hình, với Benioff cùng Weiss trong vai trò tác giả kịch bản và giám đốc sản xuất của loạt phim. Phim chính thức đi vào sản xuất vào tháng 1 năm 2007. Game of Thrones bắt đầu với quyển A Game of Thrones, quyển thứ nhất trong bộ A Song of Fire and Ice và xuất bản năm 1996, với ý tưởng rằng mỗi quyển sách trong bộ sẽ ứng với một mùa phim gồm 10 tập. Tuy nhiên, Benioff và Weiss phải tái đệ trình đề xuất về loạt phim sau khi Carolyn Strauss rời ghế chủ tịch HBO năm 2008. Hai kịch bản nháp của tập thử nghiệm, do Benioff và Weiss viết, được trình bày vào tháng 8 năm 2007 và tháng 6 năm 2008. Mặc dù HBO tỏ ra thích thú với cả hai kịch bản, đến tháng 11 năm 2008 họ mới yêu cầu tập thử nghiệm.

### Viết kịch bản

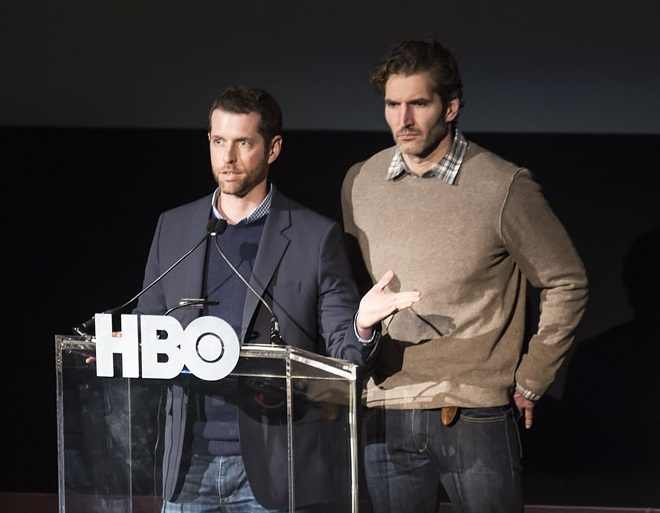
David Benioff và D. B. Weiss, hai đồng sáng lập loạt phim đồng thời là tác giả kịch bản tập phim.

Tập đầu tiên của loạt phim do hai đồng sáng lập của loạt phim là David Benioff và D. B. Weiss viết. Tập này chứa đựng nội dung các chương 1–7, 9 và 12 (Mở đầu, Bran I, Catelyn I, Daenerys I, Eddard I, Jon I, Catelyn II, Bran II, Daenerys II) của quyển A Game of Thrones. Các thay đổi trong chuyển thể gồm có chuỗi sự kiện trong phần mở đầu (trong sách là Gared chứ không phải Will sống sót và bị Eddard chém đầu sau đó), các cảnh mới gồm cuộc trò chuyện của anh em song sinh nhà Lannister tại Hồng Lâu, các cảnh trò chuyện trong bữa tiệc ở Winterfell.

### Quay phim
Tập thử nghiệm của phim do Tom McCarthy làm đạo diễn, bấm máy từ ngày 24 tháng 10 đến 19 tháng 11 năm 2009 tại Bắc Ireland, Scotland và Maroc. Tuy vậy, tập thử nghiệm này bị coi là chưa đạt yêu cầu và đã phải quay lại.
Tập thử nghiệm thứ hai quay trong năm 2010, do Tim Van Patten làm đạo diễn. Một số diễn viên có mặt trong tập thử nghiệm đầu tiên không quay lại tham gia tiếp loạt phim. Tamzin Merchant vai Daenerys Targaryen bị thay bởi Emilia Clarke, và Jennifer Ehle vai Catelyn Stark bị thay bởi Michelle Fairley. Đồng thời, Roger Allam thay Ian McNeice trong vai Magister Illyrio, Dermot Keaney thay Richard Ridings trong vai Gared, và Rob Ostlere thay Jamie Campbell Bower trong vai Ser Waymar Royce.
Một điểm khác biệt nữa là tập thử nghiệm ban đầu có những cảnh quay tại Scotland và các cảnh Pentos quay tại Maroc, nhưng trong tập phim phát trên truyền hình, cảnh thành Winterfell được quay tại các địa điểm ở Bắc Ireland, và các cảnh ở Pentos quay ở Malta. Đoàn làm phim chọn lâu đài Doune ở Scotland để quay Winterfell, và đại sảnh đường của tòa lâu đài được dùng trong nhiều cảnh trong nhà. Khi quay lại tập thử nghiệm, một số cảnh quay được giữ lại, tuy nhiên vì việc trở lại Scotland để quay là không thực tế, đoàn làm phim đã tái tạo lại đại sảnh đường của lâu đài Doune trong một trường quay tại Belfast. Trong cảnh quay vua Robert và đoàn tùy tùng đi vào thành Winterfell, đoàn làm phim chọn lâu đài Ward ở Bắc Ireland làm địa điểm ghi hình. Họ chọn một bãi đậu xe hơi để quay cảnh sân trong thành Winterfell và quay cảnh hầm mộ gia tộc Stark trong một hầm rượu. Công viên rừng Tollymore là địa điểm quay cảnh ba kị sĩ chạm trán với đám Bóng Trắng.
Các cảnh quay ở Maroc được quay lại ở Malta. Tập phim thử nghiệm đầu tiên sử dụng lại phim trường của Kingdom of Heaven ở Maroc để thể hiện Pentos và địa điểm diễn ra lễ cưới của Drogo và Daenerys. Tại Malta, cung điện Verdala, biệt điện mùa hè của Tổng thống Malta xây dựng vào thế kỷ 16, được dùng để quay các cảnh nội thất trong cung điện của Illyrio. Chiếc cổng đá Tieqa Żerqa xuất hiện trong phông nền của lễ cưới. Tuy nhiên việc quay phim tại Tieqa Żerqa đã làm dấy lên tranh luận khi nhà thầu phụ gây hại đến một hệ sinh thái đang được bảo tồn.
Trong cảnh ân ái giữa cặp song sinh nhà Lannister, nữ diễn viên Lena Headey khi ấy đang mang thai, được thay bởi một diễn viên đóng thế; đồng thời nhóm sản xuất che khuất chiếc bụng bầu của cô trong suốt mùa phim. Trong cảnh nhà Stark phát hiện con hươu đực bị giết bởi con sói trắng, họ đã sử dụng con vật thật chứ không phải đạo cụ sân khấu. Bởi vì con hươu đã chết hai ngày nên nó bốc mùi đến nỗi các diễn viên phải cố để không thể hiện ra trên khuôn mặt. Có nhiều cảnh quay không phát sóng, như cảnh hồi tưởng về cái chết của người anh của Eddard Stark và cái chết của Jon Arryn.

### Tập thử nghiệm ban đầu
Tập thử nghiệm ban đầu không được đón nhận tích cực trong buổi chiếu kín với khán giả là các bạn của hai nhà sáng lập. Một người bạn của Benioff và Weiss, Craig Mazin, nói với họ: "Hai cậu gặp vấn đề lớn rồi", và nói "thay đổi hết đi" khi được hỏi ý kiến. Weiss nói về buổi chiếu: "Thật hết sức đau khổ và bẽ mặt khi phải chứng kiến họ xem tập phim ấy, bởi họ đều là những người rất thông minh, nhưng tập phim ấy rõ ràng không thể hiện được điều gì". Ví dụ, người xem không nhận ra được rằng hai nhân vật quan trọng Jaime và Cersei Lannister là chị em, trong khi đây là một điểm quan trọng trong nội dung phim.
Phải đến bốn tháng sau khi tập thử nghiệm được chuyển cho HBO thì kênh truyền hình mới đưa ra quyết định. Vào tháng 3 năm 2010, HBO bật đèn xanh cho loạt phim và tập thử nghiệm, và việc sản xuất loạt phim sẽ bắt đầu vào tháng 6 năm 2010. Tuy nhiên, HBO yêu cầu quay lại nhiều cảnh, đồng thời yêu cầu cắt bỏ hết các cảnh ở Maroc. Một vai quý tộc người Pentos do George R.R. Martin đóng trong lễ cưới của Daenerys quay tại Maroc, theo đó cũng bị cắt mất. 90% nội dung của tập thử nghiệm đã phải quay lại trong năm 2010, với dàn diễn viên và đạo diễn có nhiều thay đổi.

### Tập phim công chiếu
Tập thử nghiệm ban đầu không được công chiếu, nhưng một vài cảnh vẫn được dùng lại trong tập phim phát sóng. Các cảnh này bao gồm cảnh Sansa với Catelyn (đoạn phim do Michelle Fairley thủ vai Catelyn được chèn vào thay cho phần trình diễn của Jennifer Ehle), cảnh Will cưỡi ngựa băng rừng (giữ lại nhưng thay đổi diễn viên) và cảnh giữa Ned với Robert trong hầm mộ. Đây là một trong số ít cảnh quay trên phim 35 mm, do đó có thể thấy nhiễu hạt phim trên bản HD của tập phim này.

## Đón nhận

### Phần xem trước
Ngày 3 tháng 4 năm 2011, hai tuần trước ngày khởi chiếu chính thức, HBO cho chiếu trước 15 phút đầu tiên của tập "Winter Is Coming" trên trang web của mình. Dave Banks của tạp chí Wired nói rằng đoạn xem trước "hay vượt mong đợi". Scott Stinson của báo National Post Toronto viết: "Bạn nhận ra thứ mình đang xem không phải là phim chính kịch thông thường khi chỉ trong vòng 15 phút đã có hai vụ chặt đầu".

### Lượng khán giả
Tập đầu của Game of Thrones đạt lượng người xem 2,2 triệu ngay buổi phát sóng đầu tiên, và thêm 2 triệu khán giả trong các lượt phát lại trong cùng đêm. Ngày hôm sau, HBO cho phát lại tập phim sáu lần, đạt thêm lượng khán giả 1,2 triệu người. Những lượt chiếu lại trong tuần lễ sau đó đưa tổng lượng khán giả lên con số 6,8 triệu người.

### Quốc tế
Loạt phim khởi chiếu tại Canada trên kênh HBO Canada vào cùng thời điểm với Hoa Kỳ. Ngày 18 tháng 4 năm 2011, loạt phim bắt đầu chiếu tại Vương quốc Anh và Ireland trên kênh Sky Atlantic, đạt 750.000 người xem, một con số kỷ lục của đài. Tại các nước Mỹ Latin, loạt phim công chiếu bắt đầu từ ngày 8 tháng 5 năm 2011. Tại nhiều nước Đông Nam Á, tập phim được phát sóng trên kênh HBO Asia ngày 28 tháng 8 năm 2011. Báo Dominion Post của New Zealand nói trong một bài viết về luật bản quyền rằng loạt phim đang được tải về thường xuyên trên các dịch vụ chia sẻ tập tin trước khi nó được phân phối trên thị trường. Tại Úc, vào ngày công chiếu, 17 tháng 7, loạt phim bị sự kiện ra mắt tập truyện A Dance with Dragons làm lu mờ, tuy nhiên theo tờ The Sydney Morning Herald, loạt phim có khởi đầu thành công "đặc biệt là đối với phụ nữ, những người không được coi là đối tượng nhắm đến của các võ kiếm truyền kỳ".

### Ý kiến phê bình
Tập đầu tiên của loạt phim mang về nhiều đánh giá tốt. Hệ thống tổng hợp kết quả đánh giá Rotten Tomatoes khảo sát trên 10 đánh giá tập phim và xác định 100% các đánh giá đều tích cực. Đánh giá tổng quan của trang web viết rằng: "'Winter is Coming' là mở đầu của một hành trình ảm đạm đến cực kỳ, nó tôn vinh nguyên liệu của mình bằng cách xuất sắc hiện thực hóa nó và bằng dàn diễn viên hoành tráng". James Poniewozik của tạp chí Time thì cho rằng tập phim là "một bàn thắng ngoạn mục", và Jace Lacob của báo The Daily Beast viết rằng đây là một tập phim "không thể nào quên". Alan Sepinwall của HitFix viết rằng dù có hơi sớm để nói rằng Game of Thrones thuộc về đế chế HBO như các loạt phim The Sopranos hay The Wire, nó cũng có rất nhiều điểm chung với hai bộ phim truyền hình này. Matt Fowler của IGN nhận xét tập phim "dễ dàng đưa chúng ta đi qua các trang sách, vừa trung thành với tác phẩm, vừa bắt được linh hồn chết chóc của những trang giấy và chuyển nó thành một bộ phim truyền hình đầy kịch tính".
Có nhiều ý kiến khen ngợi dành cho đội sản xuất và diễn xuất: Scott Meslow của báo The Atlantic nói rằng "dàn diễn viên hùng hậu của bộ phim gần như mạnh đều nhau, và vùng đất kỳ ảo Westeros mang đến cảm giác ổn định, và trông cũng tuyệt vời". Alan Sepinwall đồng thời ca tụng dàn diễn viên là "thực sự hiếm có", và nói rằng bộ phim là "bữa tiệc cho đôi mắt", khi tất cả mọi địa danh đều có những đặc điểm dễ nhớ rất riêng. Đoạn mở đầu, với cái nhìn toàn cảnh thế giới nơi truyện phim diễn ra, với các bối cảnh lần lượt xuất hiện, cũng được khen ngợi.
Ngày 19 tháng 4, hai ngày trước buổi công chiếu tập phim đầu tiên, HBO công bố loạt phim sẽ tiếp tục được sản xuất mùa thứ hai. Trong buổi họp báo từ xa, các giám đốc của HBO cho biết họ hài lòng với các chỉ số khán giả, và họ so sánh nó với lượng khán giả của loạt phim True Blood.

### Giải thưởng
Năm 2011, Tim Van Patten nhận một đề cử Giải Primetime Emmy cho hạng mục Đạo diễn xuất sắc của loạt phim chính kịch, và tập phim này đồng thời cũng nhận đề cử cho Trang điểm xuất sắc cho loạt phim quay bằng một máy (không phụ trang giả).

#### Giải thưởng và đề cử
| Năm  | Giải thưởng                                  | Hạng mục                                                                            | Đề cử                                                          | Kết quả   |
| ---- | -------------------------------------------- | ----------------------------------------------------------------------------------- | -------------------------------------------------------------- | --------- |
| 2011 | Giải Portal                                  | Tập phim hay nhất                                                                   |                                                                | Đoạt giải |
| 2011 | Giải Primetime Emmy lần thứ 63               | Đạo diễn xuất sắc của loạt phim chính kịch                                          | Tim Van Patten                                                 | Đề cử     |
| 2011 | Giải Primetime Creative Arts Emmy lần thứ 63 | Trang điểm xuất sắc cho loạt phim quay bằng một máy (không phụ trang giả)           | Paul Engelen và Melissa Lackersteen                            | Đề cử     |
| 2012 | Giải Golden Reel                             | Biên tập âm thanh hay nhất — Hiệu ứng âm thanh dạng ngắn và foley trong truyền hình |                                                                | Đoạt giải |
| 2012 | Giải Hiệp hội đạo diễn Hoa Kỳ lần thứ 64     | Loạt phim chính kịch                                                                | Tim Van Patten                                                 | Đề cử     |
| 2012 | Hiệp hội kỹ xảo điện ảnh                     | Kỹ xảo điện ảnh phụ trợ xuất sắc cho chương trình phát sóng                         | Lucy Ainsworth-Taylor, Angela Barson, Ed Bruce và Adam McInnes | Đoạt giải |